# Kolportaż

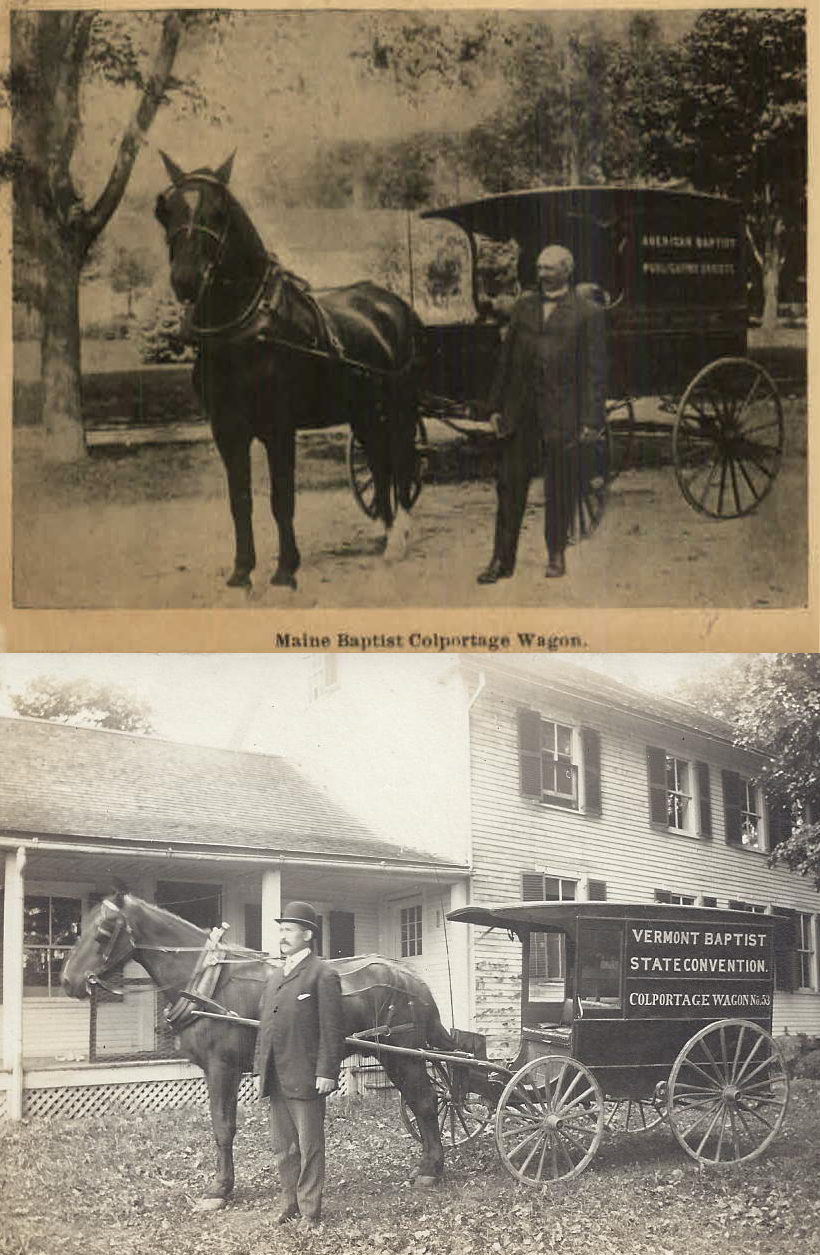
Baptystyczni kolporterzy na początku XX w.

Kolportaż (fr. colportage 'kolportaż' i colporteur 'kolporter' od colporter 'kolportować' z łac. comportare 'znosić, gromadzić'; od com- 'współ-' i portare 'nosić'), inaczej dystrybucja – pośrednictwo między wydawcą a punktem sprzedaży lub bezpośrednim nabywcą.
Działalność kolporterów prawdopodobnie pod koniec średniowiecza rozpoczęli drobni sprzedawcy, którzy przez stulecia wędrowali od jednego do drugiego targu i po domach w odwiedzanych miejscowościach oferując klientom towary, które nosili (porter po francusku: „nosić”) zawieszone na szyi (col: „szyja”). Kolporterzy byli dobrze zorganizowanymi kupcami często rozprowadzającymi najnowsze towary i osiągający z tego tytułu znaczące dochody. W XIX wieku rewolucja przemysłowa ograniczyła działalność kolporterów jednak powstające wówczas towarzystwa biblijne wykorzystywały tę formę rozprowadzania towarów do rozpowszechniania Pisma Świętego. W wyniku sprzeciwu duchowieństwa aż do końca XIX stulecia nękano i karano osoby zajmujące się kolportażem Biblii. Działalność kolporterów do krzewienia swoich wierzeń w XIX i XX wieku wykorzystywali baptyści, adwentyści i ruch badacki. Z czasem ta forma zarobkowania lub rozprzestrzeniania nowych idei zanikła.
Współcześnie o kolportażu mówi się w przypadku periodyków, a także utworów muzycznych lub programów komputerowych, zapisanych np. na nośnikach magnetycznych, płytach CD lub DVD. W przypadku tradycyjnych, papierowych wydań koszt kolportażu ma na ogół największy udział w cenie końcowej produktu. O kolportażu mówimy także w przypadku tzw. druków bezadresowych (np. ulotek, gazet reklamowych lub innych materiałów reklamowych o charakterze informacyjnym lub komercyjnym). Kolportaż ulotek wykonuje się najczęściej w formie dystrybucji druków adresowych lub bezadresowych – np. dostarczanie materiałów pod konkretny adres, do skrzynek pocztowych lub poprzez ich wręczanie przechodniom.
Kolportażem prasy w Polsce zajmują się m.in. Ruch oraz Kolporter.